# 笠利町
笠利町（かさりちょう）は、鹿児島県の奄美大島北東部にあった町。大島郡に属した。
2006年3月20日、名瀬市および住用村と合併して奄美市となり、奄美市の地域自治区となった。

## 地理
奄美大島の最北東端に位置する。

## 歴史
- 1908年4月1日 - 島嶼町村制により、笠利間切笠利方の区域を以て大島郡笠利村が発足。
- 1946年2月28日 - アメリカ合衆国（琉球列島米国民政府）の統治下におかれる。
- 1953年12月25日 - 奄美大島の日本返還により再び日本国に属する。
- 1961年1月1日 - 笠利村が町制施行。笠利町となる。
- 1974年1月3日 - 大笠利地区で大火。42世帯が焼け出される[2]。
- 2006年3月20日 - 名瀬市、住用村と合併し奄美市となり、奄美市の地域自治区「笠利町」となった（設置期間は2016年3月31日まで[1]）。

## 笠利間切　笠利方
笠利村、屋仁村、佐仁村、用村、手花部村、嘉瀬村、

## 行政
- 町長：朝山毅

## 地域

### 教育

#### 高等学校
- 鹿児島県立大島北高等学校

#### 中学校
- 笠利町立笠利中学校
- 笠利町立赤木名中学校

#### 小学校
- 笠利町立笠利小学校
- 笠利町立赤木名小学校
- 笠利町立節田小学校
- 笠利町立緑が丘小学校
- 笠利町立宇宿小学校
- 笠利町立手花部小学校
- 笠利町立屋仁小学校
- 笠利町立佐仁小学校

## 交通

### 港
- 宇宿漁港 - 喜界島湾港との間にフェリーが運航された時期がある。
- 最寄り港は名瀬港。

### 空港
- 奄美空港

### バス路線
- 奄美交通

### 道路

#### 主要道路
- 国道58号
- 鹿児島県道82号竜郷奄美空港線

## 名所・旧跡・観光スポット
- 奄美パーク
  - 田中一村記念美術館
- 土盛海岸（ともりかいがん）
- あやまる岬
- 笠利町歴史民俗資料館 - 現奄美市歴史民俗資料館
- 笠利岬
- 蒲生崎観光公園
- 宇宿貝塚史跡公園
- 喜子川遺跡
- ばしゃ山村
- 太陽ケ丘総合運動公園

## 祭事・催事
- あやまる祭

## 著名な出身者
- 栄和人 - 元アマチュアレスリング選手、アマチュアレスリング指導者、至学館大学教授。
- カサリンチュ - 音楽ユニット（ユニット名は町名と人を意味する奄美方言の名詞「チュ」からつけられた）。屋仁および赤木名集落出身。
- 里国隆 - 喜瀬集落崎原出身の盲目の唄者。シマ唄としては最初にレコーディングが行なわれた。
- 南政五郎 - 佐仁集落出身の唄者。
- 上村藤枝（かんむらふじえ） - 須野集落出身の唄者。
- 松山美枝子 - 須野集落出身の唄者。
- 里アンナ - 唄者、歌手、ミュージカル俳優。
- 吉原まりか - 唄者、歌手。マリカミズキのメンバー。
- 中村瑞希 - 唄者、歌手。マリカミズキのメンバー。シンガーソングライターのハシケンともユニットを組んでいる。

- 城南海 - 歌手。幼児期を本町で過ごした後に奄美大島各地、徳之島天城町、鹿児島市等へ転居